# 水銀蒸發令
是一部在1998年上映的美國動作驚悚片，由哈洛·貝克執導，布斯·韋利士及艾力·寶雲主演。環球影業定於1998年4月3日上映。

## 劇情簡介
美國聯邦調查局（FBI）探員艾特·傑菲（布斯·韋利士飾演）一次奉派調查一起父母離奇遇害，男孩失蹤的案子，當傑菲前往現場查案時，發現這名有自閉徵狀的男孩賽門因為父母被殺害而驚嚇過度，無法言語，他歷經的痛苦引起傑菲的共鳴，而且直覺認為他身陷極大危險，於是要求警方為他提供保護。當警方無故撒退，傑菲就帶著賽門逃命。
傑菲在同事的反對下收容賽門，但他卻意外地發現一個驚人的事實。原來賽門擁有極高的智慧，在無意間破解被軍方列為最高機密的水星密碼，因而惹來殺身之禍。這個密碼是為了保護美國在全球的情報活動，因此美國政府絕不容許費時多年設計出來的密碼被一個9歲的天才兒童破解，而負責國防工作的庫卓少校（艾力·寶雲飾演）更不計任何代價對所有知情的人趕盡殺絕，以鞏固他的事業名聲。於是傑菲被逐出FBI，向警方求助也被拒於門外，只好單槍匹馬保護賽門，擺脫政府的追殺。

## 製作
主體拍攝於1997年6月4日開始，拍攝地包含芝加哥、洛杉矶、南达科他州和华盛顿哥伦比亚特区。

## 外部連結
- 互联网电影数据库（IMDb）上《水銀蒸發令》的资料（英文）